# Michael Welch
Michael Alan Welch (Los Angeles, Californië, 25 juli 1987) is een Amerikaans acteur die het bekendst is om zijn rol van Luke Girardi in Joan of Arcadia en als Artim in Star Trek: Insurrection. Hij verscheen ook in Malcolm in the Middle, The X-Files en 7th Heaven. Een van zijn meest toegejuichte rollen is die van de jonge Colonel Jack O'Neill in de Stargate SG-1 aflevering "Fragile Balance".

## Carrière
Welch werd geboren op 25 juli 1987 in Los Angeles, Californië. Hij was als 10-jarige voor het eerst op tv te zien in de serie Frasier. Hij was te zien in meer dan 25 televisieseries. zoals 7th Heaven, Chicago Hope, The Pretender, Malcolm in the Middle, Strong Medicine, Cold Case en Law & Order: Special Victims Unit.
Ook maakte hij films, zoals Star Trek, Straight Right en The United States of Leland en speelde hij een Amerikaanse indiaan in de serie Judging Amy (in 1999). Hij was ook te zien in serie Stargate Sg-1 als kolonel Jack O'Neill die gekloond was als een volwassene in het toen 15-jarige lichaam van Welch.
Hij wordt gezien als een van de meest belovende jonge acteurs van nu. Welch steunt ook de stichting 'kids with a cause' sinds 1999.

### Prijzen
Welch ontving in 2005 de Star Innovative Award voor zijn hulp bij het behouden van het milieu. Ook ontving hij twee Young Artist Awards voor zijn werk voor tv en film.

## Trivia
- Zijn besluit om acteur te worden, kwam gedeeltelijk door zijn talent voor het perfect nadoen van dialecten.
- Welch is ook drummer. Hij speelt, samen met collega acteur Joey Zimmerman, in een band.
- Hij heeft een oudere zus, genaamd Sara.
- Hij is goed bevriend met zijn Joan of Arcadia collega's Chris Marquette en Aaron Himelstein.
- De actrices die zijn vriendinnen speelde, Mageina Tovah en Becky Wahlstrom, in de serie Joan of Arcadia waren in het echt 8 en 12 jaar ouder dan Michael, terwijl ze in de serie leeftijdsgenootjes speelden.
- Hij kreeg zijn eerste auto, een Toyota Prius, in 2004.
- Zijn familie heeft een hond, genaamd Charley, een wegloper na de aardbeving van 1994 in Northridge, Californië.
- Zijn favoriete films zijn Ferris Bueller's Day Off en Matrix.

## Filmografie

### Films
- Star Trek: Insurrection (1998) - Artim
- Straight Right (2000) - Joey Geddes
- Delivering Milo (2001) - Mr. Owen
- The Angel Doll (2002) - Jerry Barlow (als kind)
- The United States of Leland (2003) - Ryan Pollard
- All the Boys Love Mandy Lane (2006) - Emmet
- Day of the Dead (2008) - Trevor Bowman
- Twilight (2008) - Mike Newton
- The Twilight Saga: New Moon (2009) - Mike Newton
- The Twilight Saga: Eclipse (2010) - Mike Newton
- The Twilight Saga: Breaking Dawn Part 1 (2011) - Mike Newton
- Hansel & Gretel Get Baked (2013) - Hansel

### Televisiefilms
- Personally Yours (2000) - Sam Stanton
- The Ballad of Lucy Whipple (2001) - Butte Whipple
- Mickey's Magical Christmas: Snowed In at the House of Mouse (2001) - Pinocchio (stem)
- Rocket Power: Race Across New Zealand (2002) (stem)

### Televisieseries
- Frasier  seizoen 5, aflevering 10 "Where Every Bloke Knows Your Name" (1998) - jonge Niles Crane
- House of Mouse (2001-2002) - Pinocchio (stemrol)
- Joan of Arcadia (2003-2005) - Luke Girardi
- NCIS 1 aflevering, (2006) - Kody Meyers
- Criminal Minds 1 aflevering, (2010) - Syd Pearson
- CSI: New York seizoen 9, aflevering 8, "Late Admissions" (2012) - Billy Wharton
- Grimm seizoen 3, aflevering 4 "One Night Stand" (2013) - Jake Barnes
- z-nation (2014-2015) - Mack Thompson
- NCIS: New Orleans 1 aflevering, (2015) - Kevin Heller